# Landtagswahl in Niedersachsen 1978
- SPD: 72
- CDU: 83

Die Wahl zum 9. Niedersächsischen Landtag fand am 4. Juni 1978 gleichzeitig mit der Bürgerschaftswahl in Hamburg statt.

## Hintergrund
Die sozialliberale Koalition unter Alfred Kubel (SPD) hatte nach der Wahl 1974 nur eine Ein-Stimmen-Mehrheit gegenüber der oppositionellen CDU. 1976 sollte ein Generationenwechsel im Ministerpräsidentenamt stattfinden. Die SPD schlug den bisherigen Finanzminister Helmut Kasimier vor. Er erreichte in zwei Wahlgängen allerdings nicht die notwendige Mehrheit. Der Kandidat der CDU Ernst Albrecht erhielt erst zwei, dann drei Stimmen mehr als Kasimier. Im dritten, dem entscheidenden Wahlgang, zählte nur noch die relative Mehrheit. Die SPD stellte den Bundesbauminister Karl Ravens auf. Mit Hilfe von Abweichlern aus der sozialliberalen Koalition wurde aber am 12. Februar 1976 Ernst Albrecht (CDU) zum Ministerpräsidenten gewählt.
Albrecht führte ein Jahr lang eine Alleinregierung, die auf die Stimmen der FDP angewiesen war. Sie trat erst am 19. Januar 1977 in die Regierung ein.
Ein Wahlkampfthema war die Entscheidung der Bundesregierung unter Helmut Schmidt (SPD) und der niedersächsischen Landesregierung unter Albrecht für ein Atommüllendlager im wendländischen Gorleben. Gorleben polarisiert seitdem die innenpolitische Landschaft. Die Grüne Liste Umweltschutz als neue politische Kraft trat als Sachverwalterin der Atomkraftgegner auf. Ihr Spitzenkandidat war Martin Mombaur.
Für die CDU trat der amtierende Ministerpräsident Ernst Albrecht für eine erste Bestätigung seiner Regierung durch die Bürger an. Die SPD stellte ihren Kandidaten vom dritten Wahlgang 1976 auf, den Bundesbauminister Karl Ravens. Spitzenkandidat der FDP war der niedersächsische Innenminister Rötger Groß.

## Parteien und Kandidaten
Der Landeswahlausschuss ließ 694 Kreiswahlvorschläge von 11 Parteien und Einzelbewerber zu:
| Nr.                                             | Partei/Einzelbewerber                           | Kurzbezeichnung                                 | Zahl der Wahlkreisbewerber |
| ----------------------------------------------- | ----------------------------------------------- | ----------------------------------------------- | -------------------------- |
| 1                                               | Christlich Demokratische Union Deutschlands     | CDU                                             | 99                         |
| 2                                               | Sozialdemokratische Partei Deutschlands         | SPD                                             | 99                         |
| 3                                               | Freie Demokratische Partei                      | F.D.P.                                          | 99                         |
| 4                                               | Aktionsgemeinschaft Unabhängiger Deutscher      | AUD                                             | 21                         |
| 5                                               | Deutsche Kommunistische Partei                  | DKP                                             | 95                         |
| 6                                               | Europäische Arbeiterpartei                      | EAP                                             | 7                          |
| 7                                               | Freie Union in Niedersachsen                    | FU                                              | 8                          |
| 8                                               | Grüne Liste Umweltschutz                        | GLU                                             | 98                         |
| 9                                               | Kommunistischer Bund Westdeutschland            | KBW                                             | 59                         |
| 10                                              | Nationaldemokratische Partei Deutschlands       | NPD                                             | 99                         |
| 11                                              | Vierte Partei Deutschlands                      | VPD                                             | 9                          |
| 12                                              | Einzelbewerber                                  | Einzelbewerber                                  | 1                          |
| Gesamtzahl der zugelassenen Kreiswahlvorschläge | Gesamtzahl der zugelassenen Kreiswahlvorschläge | Gesamtzahl der zugelassenen Kreiswahlvorschläge | 694                        |

## Ergebnis

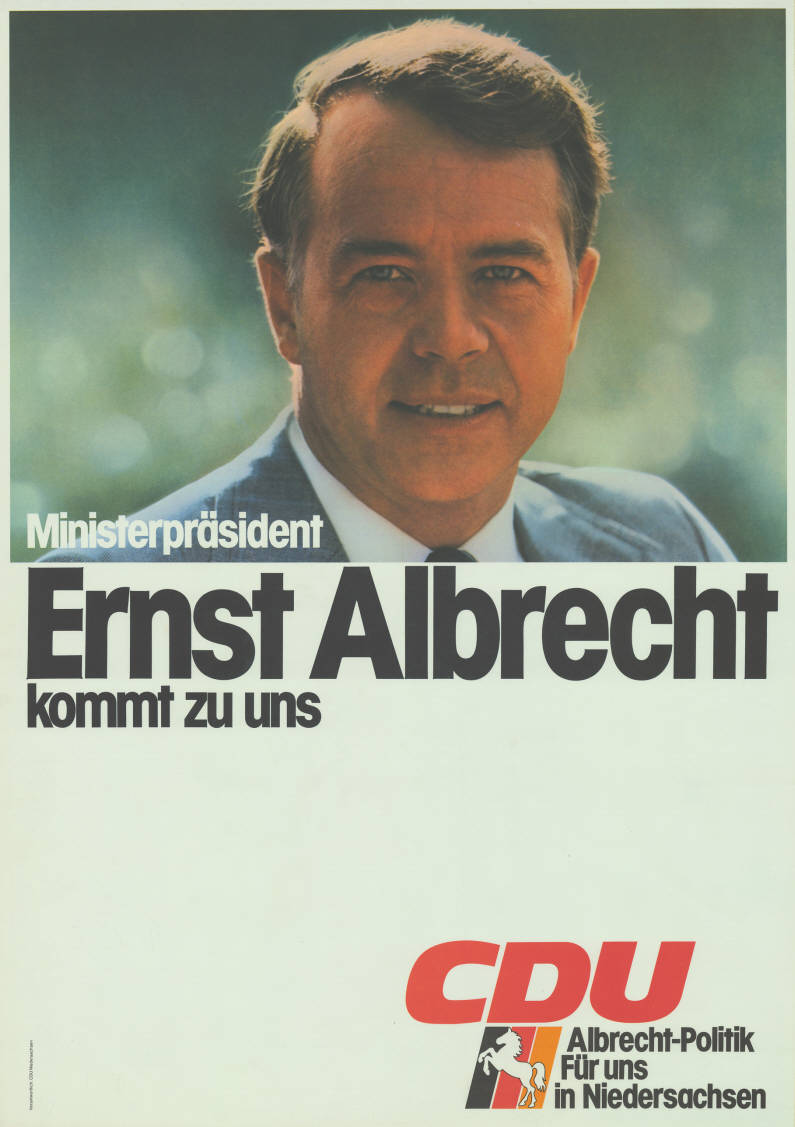
Wahlplakat der CDU mit Ernst Albrecht

Die CDU konnte die Wahl klar für sich entscheiden. Sie erhielt mit 48,7 Prozent nur 0,1 Prozent weniger als 1974. Die SPD verlor leicht auf 42 Prozent und lag damit deutlich hinter der CDU.
Die FDP wurde für ihren Koalitionswechsel nicht honoriert. Sie verlor fast drei Prozent und fiel damit unter die Fünf-Prozent-Hürde. Die GLU erreichte mit 3,9 Prozent ein Achtungsergebnis und war fast so stark geworden wie die FDP. Ein Jahr später bei der Bürgerschaftswahl in Bremen konnte allerdings erst die erste grüne Partei in ein deutsches Landesparlament einziehen.
Damit waren, wie schon nach der Wahl 1970, nur noch zwei Parteien im Landtag vertreten. Diesmal hatte die CDU das bessere Ende für sich und stellte eine Mehrheit von 11 Stimmen.
| Partei                                            | Stimmen   | Anteil in % | ± (%) | Direkt- man- date | Sitze | ±   |
| ------------------------------------------------- | --------- | ----------- | ----- | ----------------- | ----- | --- |
| Christlich Demokratische Union Deutschlands (CDU) | 1.989.326 | 48,7        | −0,1  | 61                | 83    | +6  |
| Sozialdemokratische Partei Deutschlands (SPD)     | 1.723.638 | 42,2        | −0,9  | 38                | 72    | +5  |
|                                                   |           |             |       |                   |       |     |
| Freie Demokratische Partei (FDP)                  | 171.514   | 4,2         | −2,8  | 0                 | 0     | −11 |
| Grüne Liste Umweltschutz (GLU)                    | 157.733   | 3,9         | neu   | 0                 | 0     | neu |
| Nationaldemokratische Partei Deutschlands (NPD)   | 17.613    | 0,4         | −0,2  | 0                 | 0     | ±0  |
| Deutsche Kommunistische Partei (DKP)              | 12.700    | 0,3         | −0,1  | 0                 | 0     | ±0  |
| Freie Union (FU)                                  | 10.855    | 0,3         | neu   | 0                 | 0     | neu |
| Kommunistischer Bund Westdeutschland (KBW)        | 2779      | 0,1         | neu   | 0                 | 0     | neu |
| Aktionsgemeinschaft Unabhängiger Deutscher (AUD)  | 1293      | 0,0         | neu   | 0                 | 0     | neu |
| Vierte Partei Deutschlands (VPD)                  | 472       | 0,0         | neu   | 0                 | 0     | neu |
| Europäische Arbeiter-Partei (EAP)                 | 186       | 0,0         | neu   | 0                 | 0     | neu |
| Einzelbewerber                                    | 74        | 0,0         |       | 0                 | 0     |     |
| Gültig                                            | 4.088.183 | 199,4       |       |                   |       |     |
| Ungültig                                          | 0.026.547 | 100,6       |       |                   |       |     |
| Gesamt                                            | 4.114.730 | 100,0       |       | 99                | 155   | ±0  |
| Wahlberechtigte/Wahlbeteiligung                   | 5.241.051 | 178,5       |       |                   |       |     |

Erstmals wurde in Deutschland eine Wahltagsbefragung durchgeführt.

## Folgen
Ernst Albrecht (CDU) war deutlich bestätigt worden und konnte eine Alleinregierung bilden.
Zusammen mit der Niederlage der FDP bei der Bürgerschaftswahl in Hamburg 1978 am gleichen Tag wurde eine Krise der sozialliberalen Koalition in Bonn konstatiert. Zwei Tage nach der Wahl trat Bundesinnenminister Werner Maihofer (FDP) zurück. Sein Rücktritt wurde neben der Verwicklung in die Lauschaffäre Traube und seiner Rolle bei den Fahndungspannen während der RAF-Entführung von Hanns Martin Schleyer im Jahr 1977 als Folge der desolaten Wahlergebnisse der Liberalen gesehen.